# Danger public (film)
Pour plus de détails, voir Fiche technique et Distribution.
Danger public (titre original Pure Luck) est un film américain réalisé par Nadia Tass sorti en 1991. Il s'agit du remake américain du film de Francis Veber, La Chèvre, sorti en 1981. Le film fut un échec cuisant au box-office américain.

## Synopsis
La disparition inexpliquée d'une jeune femme gaffeuse amène son père à engager un détective privé et à lui coller dans les pattes un de ses employés tout aussi maladroit.

## Fiche technique
- Titre français : Danger public
- Titre original : Pure Luck
- Réalisation : Nadia Tass
- Scénario : Herschel Weingrod et Timothy Harris
- Musique : Jonathan Sheffer
- Photographie : David Parker
- Montage : Billy Weber (en)
- Production : Sean Daniel et Lance Hool
- Sociétés de production : Sean Daniel Company, Silver Lion Films et Universal Pictures
- Société de distribution : Universal Pictures
- Pays :  États-Unis
- Langue : anglais
- Genre : comédie
- Format : Couleur - Dolby - 35 mm - 1.85:1
- Date de sortie : États-Unis 9 août 1991
- Durée : 96 minutes

## Distribution
- Martin Short (VF : Jean-François Vlérick) : Eugene Proctor
- Danny Glover (VF : Richard Darbois) : Raymond Campanella
- Sheila Kelley : Valerie Highsmith
- Scott Wilson : Frank Grimes
- Sam Wanamaker : Highsmith
- Harry Shearer : Monosoff
- Jorge Russek : l'inspecteur Segura
- Rodrigo Puebla : Fernando
- Andaluz Russell : Angela
- Jorge Luke : le pilote

## Anecdote
Jorge Luke, qui jouait le rôle de Juan Arbal dans la version française, interprète dans cette mouture américaine le rôle du pilote d'avion.